# Liga Mexicana de Béisbol 1958
La Temporada 1958 de la Liga Mexicana de Béisbol fue la edición número 34. Se mantuvo en 6 el número de equipos pero hubo un cambio de sede, los Rojos del Águila de Veracruz se convierten en los Petroleros de Poza Rica quienes debutaban en la liga. El calendario constaba de 120 juegos en un rol corrido, el equipo con el mejor porcentaje de ganados y perdidos se coronaba campeón de la liga.
Los Tecolotes de Nuevo Laredo obtuvieron el tercer campeonato de su historia al terminar la temporada regular en primer lugar con marca de 75 ganados y 45 perdidos, con 10 juegos de ventaja sobre los Diablos Rojos del México. El mánager campeón fue José "Cheo" Ramos.

## Equipos participantes
| Liga Mexicana de Béisbol 1958 |           |                          |                 |           |
| Equipo                        | Fundación | Ciudad                   | Estadio         | Capacidad |
| Diablos Rojos del México      | 1940      | México, D. F.            | Seguro Social   | 25,000    |
| Leones de Yucatán             | 1954      | Mérida, Yucatán          | Carta Clara     | 9,000     |
| Petroleros de Poza Rica       | 1958      | Poza Rica, Veracruz      | Jaime J. Merino | 10,000    |
| Sultanes de Monterrey         | 1939      | Monterrey, Nuevo León    | Cuauhtémoc      | 8,000     |
| Tecolotes de Nuevo Laredo     | 1940      | Nuevo Laredo, Tamaulipas | La Junta        | 7,800     |
| Tigres Capitalinos            | 1955      | México, D. F.            | Seguro Social   | 25,000    |

## Posiciones
| Liga Mexicana de Béisbol | Liga Mexicana de Béisbol | Liga Mexicana de Béisbol | Liga Mexicana de Béisbol | Liga Mexicana de Béisbol |
| Equipo                   | JG                       | JP                       | PCT                      | JV                       |
| ------------------------ | ------------------------ | ------------------------ | ------------------------ | ------------------------ |
| Nuevo Laredo             | 75                       | 45                       | .625                     | -                        |
| México                   | 65                       | 55                       | .542                     | 10.0                     |
| Yucatán                  | 60                       | 60                       | .500                     | 15.0                     |
| Monterrey                | 56                       | 64                       | .467                     | 19.0                     |
| Tigres                   | 52                       | 68                       | .433                     | 23.0                     |
| Poza Rica                | 52                       | 68                       | .433                     | 23.0                     |

| Campeón de la Liga |

## Juego de Estrellas
El Juego de Estrellas de la LMB se realizó el 7 de julio en el Parque del Seguro Social en México, D. F. La selección de Mexicanos se impuso a la selección de Extranjeros 4 carreras a 3.

## Designaciones
Se designó como novato del año a Alberto Palafox  de los Diablos Rojos del México.

## Acontecimientos relevantes
- 8 de abril: Francisco "Panchillo" Ramírez de los Diablos Rojos del México derrota por 5-3 a los Piratas de Pittsburgh.
- 8 de mayo: Tigres Capitalinos conecta 6 extrabases (3 Dobles, 2 Triples y 1 Jonrón) en contra de los Leones de Yucatán, en el séptimo inning, imponiendo marca, hasta entonces.
- 16 de agosto: Tigres Capitalinos (18) y Petroleros de Poza Rica (14) imponen marca, aún vigente, de más dejados en base por 2 clubes en juego de 9 entradas con 32.
- 24 de agosto: Sultanes de Monterrey (7) y Tigres Capitalinos (7) conectan 14 jonrones en un doble juego, récord vigente.[2]